# Solivella
Solivella es un municipio español de la comarca catalana de la Cuenca de Barberá (provincia de Tarragona). Cuenta con una población de 626 habitantes (INE 2024).

## Historia
La villa aparece ya mencionada en un documento del 1058 en la que se la cita bajo el nombre de Puig de Solivella. Fue a mediados del siglo XII cuando empezó a repoblarse gracias a Gombau d'Oluja, señor de Vallfogona quien, además, construyó ahí un pequeño castillo. Alfonso II, rey de Aragón y conde de Barcelona, le reclamó la posesión de la fortaleza, concediendo el uso de por vida al de Vallfogona. 
En el siglo XIII, pasó a manos de la familia Anglesola quienes, en el siglo XIV, vendieron su posesión al monasterio de Santes Creus aunque poco después recuperaron la posesión. Pasó a manos de la corona en 1393. En 1599, el rey Felipe III de España creó la baronía de Solivella, concedida en favor de Simó Berenguer de Llorac i Castelló. Desde mediados del siglo XVIII hasta el fin de las señorías perteneció a los marqueses de Palmerola.

## Geografía humana

### Demografía
Cuenta con una población de 626 habitantes (INE 2024).
| Gráfica de evolución demográfica de Solivella entre 1842 y 2021                                                       |
| |
| Población de derecho según los censos de población del INE. Población de hecho según los censos de población del INE. |

### Economía
La principal actividad económica es la agricultura, especialmente los viñedos. Hay también campos de cereales, y almendros.

## Cultura
El pueblo se estructuró alrededor del antiguo castillo y se cree que estuvo rodeado de murallas. Del castillo solo quedan las ruinas ya que sufrió daños importantes durante las guerras carlistas. El ayuntamiento ordenó su demolición en 1915. Se trataba de una construcción de planta rectangular con dos torres anexas. En el centro del patio interior se encontraba una cisterna que se sigue utilizando como depósito de aguas. 
La iglesia parroquial está dedicada a la Asunción. Fue construida en 1769 y es de estilo gótico. En su interior se encontraba un retablo, conocido como la Mare de Déu de Solivella, que se conserva en la catedral de Tarragona. En los alrededores se encuentra el Moli del Caixes, construcción del siglo XIII.
Solivella celebra su fiesta mayor a mediados de agosto.